# Chew Valley (jezioro)

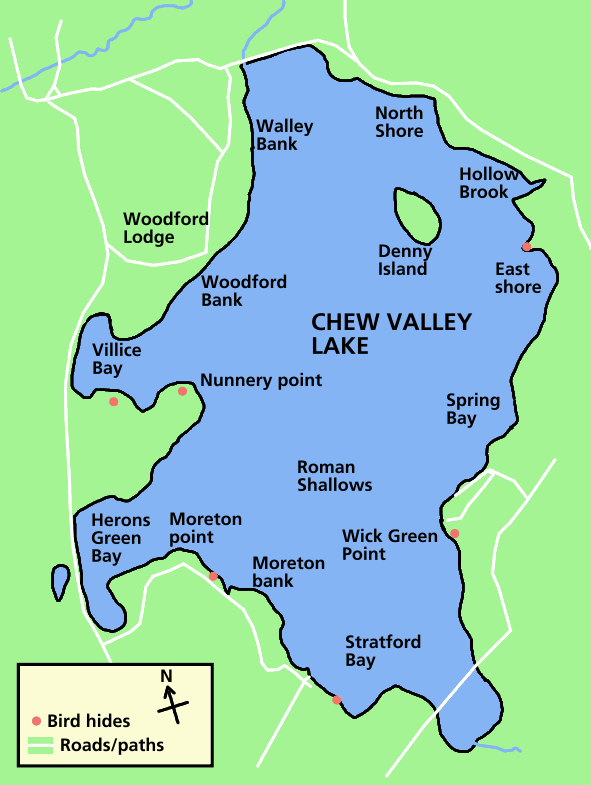
Plan jeziora

Chew Valley (ang. Chew Valley Lake) – sztuczne jezioro w południowej Anglii, w hrabstwie Somerset. Jest piątym co do wielkości sztucznym jeziorem w Wielkiej Brytanii.
Jezioro zostało wybudowane w roku 1950, a otwarte w 1956. Jest otoczone łąkami i lasami. Wokół jeziora znajdują się wsie: Chew Stoke, Chew Magna i Bishop Sutton. Wyspa Denny jest zalesiona i stanowi schronienie dla dzikich zwierząt.
Jezioro jest wykorzystywane do różnorodnych zajęć rekreacyjnych.

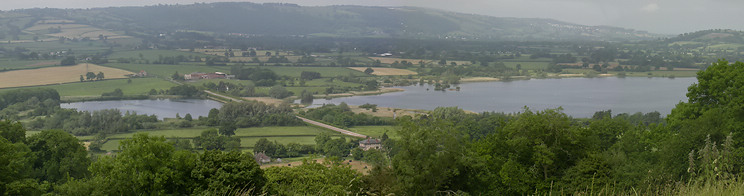
Widok na jezioro